# Hóquei sobre a grama nos Jogos Pan-Americanos de 1991
As competições de hóquei sobre a grama nos Jogos Pan-Americanos de 1991 foram realizadas em Havana, Cuba. Esta foi a sétima edição do esporte nos Jogos Pan-Americanos.
| Evento                         | Ouro          | Prata      | Bronze             |
| ------------------------------ | ------------- | ---------- | ------------------ |
| Hóquei sobre a grama masculino | ARG Argentina | CAN Canadá | USA Estados Unidos |
| Hóquei sobre a grama feminino  | ARG Argentina | CAN Canadá | USA Estados Unidos |